# Милюково (деревня, Москва)
Милюко́во — деревня в Троицком административном округе города Москвы в поселении Первомайское. До 1 июля 2012 года деревня входила в состав Наро-Фоминского района Московской области.

## Население
| 1859 | 1890 | 1899 | 1926 | 2002 | 2006 | 2010 |
| ---- | ---- | ---- | ---- | ---- | ---- | ---- |
| 117  | ↘105 | ↗155 | ↘142 | ↘42  | ↘12  | ↗15  |

## География
Деревня расположена в северной части Троицкого административного округа, у границы с Наро-Фоминским районом Московской области, примерно в 12 км к северо-западу от центра города Троицка, на правом берегу реки Десны бассейна Пахры.
В деревне 11 улиц, 6 переулков, приписано 3 садоводческих товарищества. В 2 км севернее проходит Киевское шоссе М3, в 4 км северо-западнее — линия Киевского направления Московской железной дороги. Ближайшие населённые пункты — деревни Бараново и Настасьино, ближайшая станция — Апрелевка.

## История
В «Списке населённых мест» 1862 года Архангельское (Милюково) — владельческое село 1-го стана Подольского уезда Московской губернии, по правую сторону старокалужского тракта, в 30 верстах от уездного города и 27 верстах от становой квартиры, при реке Десне, прудах и колодцах, с 17 дворами, православной церковью и 117 жителями (51 мужчина, 66 женщин).
По данным на 1899 год — село Десенской волости Подольского уезда с 155 жителями.
В 1913 году — 27 дворов, имение Кунина.
По материалам Всесоюзной переписи населения 1926 года — центр Милюковского сельсовета Десенской волости Подольского уезда в 10,7 км от Калужского шоссе и 6,4 км от станции Апрелевка Киево-Воронежской железной дороги, проживало 142 жителя (70 мужчин, 72 женщины), насчитывалось 30 крестьянских хозяйств.
1929—1946 гг. — населённый пункт в составе Красно-Пахорского района Московской области.
1946—1957 гг. — в составе Калининского района Московской области.
1957—1960 гг. — в составе Ленинского района Московской области.
1960—1963, 1965—2012 гг. — в составе Наро-Фоминского района Московской области.
1963—1965 гг. — в составе Звенигородского укрупнённого сельского района Московской области.

## Достопримечательности
- Усадьба Милюково.
- В 1997—1998 годах в Милюково, недалеко от места, где была расположена каменная Архангельская церковь (1704—1706 гг.), сломанная в 1930-е годы, выстроена деревянная Церковь Михаила Архангела[14].

На подъезде к Милюково
Церковь Михаила Архангела